# Resinomycena
Resinomycena es un género de Fungi (hongos) de la familia Mycenaceae. El género contiene ocho especies que se encuentran en América del Norte.